# Jurengraulis juruensis
Jurengraulis juruensis är en fiskart som först beskrevs av Boulenger, 1898.  Jurengraulis juruensis ingår i släktet Jurengraulis och familjen Engraulidae. Inga underarter finns listade i Catalogue of Life.